# Territorialstat
En territorialstat är en suverän stat som har en centralmakt som styr ett definierat territorium. Utöver denna allmänna definition finns på svenska två skilda användningar av ordet territorialstat.
En betydelse av ”territorialstat” är att det är ett motsatt begrepp mot nationalstat. Denna motsats blir bara tydlig om man betänker att ”nationalstat” under slutet av 1900‑talet och på 2000‑talet genomgått en betydelseförändring genom påverkan från engelskan. Idag används ”nationalstat” oftast synonymt med ”suverän stat” och ”självständig stat”. Enligt detta nutida språkbruk är varje självständig stat en nationalstat, även om staten omfattar ett stort antal etniciteter, folk, språk och kulturer. I äldre språkbruk var det vanligare att använda ”nationalstat” om stater som var etniskt ganska homogena; ordet betecknade nationalismens ideal. Med detta i åtanke förstår man Svenska Akademiens ordboks förklaring:
| ”                           | TERRITORIALSTAT […] (numera mindre brukligt) stat byggd på makt över bestämt territorium (motsatt: nationalstat); särskilt om i förhållande till kejsarmakten mer eller mindre självständigt furstendöme i det gamla tysk-romerska riket. […] [exempelcitat:] Ett ensidigt överskattande av statens etniska sida, av nationalstaten på bekostnad av territorialstaten. [Ragnar Numelin: Politisk geografi, Stockholm 1927]. | „ |
| – Svenska Akademiens ordbok | |   |

Denna betydelse, som SAOB betecknar som ”numera mindre bruklig”, används dock av bland andra professorn i historia Harald Gustafsson. Han har infört begreppet konglomeratstat om tidigmoderna riken med en centralmakt, och menar att dessa riken var territorialstater, men inte nationalstater.
En annan användning av ordet ”territorialstat” är att i folkrättslig mening likställa ordet med ”suverän stat”. Detta språkbruk har varit vanligt i Statens offentliga utredningar och är alltså officiellt språkbruk, till exempel:
| ”                                             | Ockupation medför inte heller någon ändring i civilbefolkningens statsrättsliga ställning. Befolkningen är alltjämt medborgare i den så kallade territorialstaten och ska vara lojal mot statsledningen i denna stat. De grundläggande reglerna finns i IV:e Genèvekonventionen från 1949. | „ |
| – Statens offentliga utredningar, SOU 2010:72 | |   |

Av de två betydelserna av ”territorialstat” är den förstnämnda en historisk fackterm, och den sistnämnda en samtida folkrättslig betydelse.